# Lidový umělec Ruské federace
Lidový umělec Ruské federace (rusky: Народный артист Российской Федерации) je nejvyšší umělecký titul v Rusku. Je propůjčován na základě prezidentského rozkazu o čestných titulech č. 1341 ze dne 30. prosince 1995. Udělování titulu je spojeno s oficiálním vládnoucím režimem a
vychází vždy z prezidentské pravomoci. Titul má čestný charakter a oceněný dostává odznak, který může nosit. Vedle tohoto nejvyššího uměleckého titulu existuje nižší titul zasloužilý umělec Ruské federace.